# Nelson Soto
Nelson Segundo Soto Faúndez (San Javier de Loncomilla, Chile, 29 de marzo de 1963) es un exfutbolista y entrenador chileno que jugó de mediocampista. 
Actualmente es el Jefe Técnico De Las Divisiones inferiores De Cobreloa En Santiago.

## Selección nacional
Ha sido internacional con la Selección de fútbol de Chile Sub-23.

## Clubes

### Como futbolista
| Club             | País  | Año       |
| ---------------- | ----- | --------- |
| Rangers          | Chile | 1982-1986 |
| Huachipato       | Chile | 1987-1988 |
| Palestino        | Chile | 1989-1994 |
| Rangers de Talca | Chile | 1995      |
| Deportes Iquique | Chile | 1996      |
| Magallanes       | Chile | 1997      |

### Como entrenador
Actualizado al 25 de mayo de 2024.
| Club             | País  | Año       | PJ  | PG | PE | PP | Efectividad |
| ---------------- | ----- | --------- | --- | -- | -- | -- | ----------- |
| Deportes Temuco  | Chile | 2008      | 16  | 7  | 4  | 5  | 52.08%      |
| Lota Schwager    | Chile | 2009      | 19  | 7  | 5  | 7  | 45.61%      |
| Deportes Temuco  | Chile | 2009      | 18  | 9  | 3  | 6  | 55.56%      |
| Barnechea FC     | Chile | 2010      | 27  | 14 | 7  | 6  | 60.49%      |
| San Luis         | Chile | 2012      | 40  | 14 | 11 | 15 | 44.17%      |
| Unión San Felipe | Chile | 2012-2013 | 13  | 5  | 2  | 6  | 43.59%      |
| Iberia           | Chile | 2015-2017 | 66  | 18 | 19 | 29 | 36.87%      |
| Cobreloa         | Chile | 2020-2021 | 18  | 6  | 6  | 6  | 44.44%      |
| Cobreloa         | Chile | 2024      | 3   | 0  | 1  | 2  | 11.11%      |
| Total            | Total | Total     | 220 | 80 | 58 | 82 | 45.15%      |